# Evangelie van Filippus
Het Evangelie van Filippus is een christelijk-gnostisch geschrift, dat in een Koptische vertaling onderdeel was van de vondst van de Nag Hammadigeschriften in 1945. Er moet een oorspronkelijk Griekse tekst zijn geweest, maar daar is nooit iets van gevonden. 
Het bestaan van een Evangelie van Filippus was al bekend. Epiphanius van Salamis meldde dit  in zijn Panarion. De door hem geciteerde passage  komt echter niet voor in de nu bekende tekst. Het is mogelijk, dat Epiphanius over een andere versie van dit evangelie beschikte dan wel over een geheel andere tekst die dezelfde titel had. De tekst van dit evangelie heeft ook nauwelijks een relatie met Filippus. De apostel Filippus wordt slechts eenmaal genoemd in het manuscript. 
De tekst is niet te vergelijken met die van de synoptische evangeliën, die een verhaal over het leven van Jezus vertellen. Het  Evangelie van Filippus bevat  niets over het leven van Jezus. Het zijn onderling niet samenhangende gedachten, overwegingen en uitspraken. Op het vakgebied worden die meestal in 127 paragrafen verdeeld. Er zijn delen van de tekst waarin geen gnostische invloeden aantoonbaar zijn. Er is echter wel consensus op het vakgebied dat een aanzienlijk deel van de tekst ontleend moet zijn aan het gedachtegoed van het valentinianisme, dat in de Romeinse oudheid de meest verbreide en invloedrijke stroming binnen de gnostiek was. Er zijn auteurs die het mogelijk achten, dat Valentinus (overleden na 155), de grondlegger van deze beweging, de auteur van dit evangelie was. 
In het evangelie zijn vijftien uitspraken van Jezus te vinden. Zeven daarvan zijn ook aanwezig in de Bijbelse evangeliën en twee in het Evangelie van Thomas. De overige zes waren onbekend en die hebben over het algemeen een duidelijk gnostisch en valentiniaans karakter.  De vroegste datering op het vakgebied van de oorspronkelijk Griekse tekst is vanaf de tweede helft van de tweede eeuw. De eerste helft van de derde eeuw wordt echter ook mogelijk geacht.

## Sacramenten
In toenemende mate overheerst op het vakgebied de conclusie, dat veel van de tekst van dit evangelie gerelateerd is aan een vorm van catechese inzake de sacramenten die bij het valentinianisme gebruikelijk waren. Binnen die conclusie zijn er meerdere opvattingen geformuleerd. Een van de opvattingen is, dat veel van de tekst in wezen uittreksels zijn uit een dergelijke catechese. Een andere opvatting is, dat de tekst in wezen aantekeningen zijn van een leider van een valentiniaanse gemeente voor een catechese over de doop. Een derde opvatting is, dat de tekst in wezen een verhandeling is over de sacramenten meer in het algemeen.
Er worden in de tekst vijf sacramenten genoemd. In de tekst staat De Heer heeft alles volbracht in een geheimenis: doop, zalving, eucharistie, verlossing en bruidsvertrek. Bij elkaar wordt dat   het mysterie genoemd waardoor de Heer alles volbracht. De eerste drie sacramenten waren algemeen christelijke rituelen. De laatste twee, verlossing en bruidsvertrek, waren kenmerkend voor het valentinianisme.  
Voor sommige valentinianen was het bruidsvertrek een geheel geestelijke aangelegenheid waarbij het uitvoeren van een ritueel niet noodzakelijk was. In de tekst van dit evangelie wordt er wel een ritueel verondersteld, maar het wordt niet duidelijk  wat de praktijk van het ritueel van het bruidsvertrek dan zou zijn. De tekst gaat vooral in op de geestelijke interpretatie van het bruidsvertrek. Het sacrament heeft onder meer te maken met de scheiding tussen de sexen die bij de schepping ontstond.  Eva is van Adam gescheiden omdat ze zich niet met hem verenigd heeft in het  bruidsvertrek.  Christus kwam mede om de gevolgen daarvan op te heffen. Degenen die zich in de bruidskamer verenigd hebben, zullen zich niet meer van elkaar scheiden.  Christenen worden ook geïdentificeerd als kinderen van het bruidsvertrek. 
Het bruidsvertrek is ook het laatste element van een initiatieritueel en symboliseert de vereniging van een gedoopte met de Heilige Geest. Het kan ook symbool staan voor de vereniging van de gnosticus die de gnosis heeft ontvangen met zijn|haar paargenoot in een hemels bruidsvertrek.
In dit evangelie wordt de nadruk gelegd op het effect van het sacrament voor het huidige bestaan.  Degenen die zeggen: ‘ Eerst sterft men en dan zal men opstaan dwalen. Als men niet tijdens dit leven de opstanding ontvangt, zal men niets ontvangen wanneer men sterft. Zo zeggen ze ook, wanneer ze over het doopsel spreken: ‘Het doopsel is iets groots, want als men het ontvangt zal men leven‘  .

## Relatie Jezus en Maria Magdalena
Er zijn in de gnostische literatuur ook zeer vrouwonvriendelijke uitspraken over Maria Magdalena aanwezig. Er zijn echter ook  meerdere gnostische geschriften waarin zij een belangrijke plaats inneemt. In die teksten is zij prominent aanwezig als degene die de instructies van Jezus beter en vooral sneller begrijpt dan andere leerlingen. In de Pistis Sophia moedigt Jezus  haar dan ook aan vaak  te spreken. Maria, gij benadigde, die Ik in alle mysteriën des Hemels zal inwijden, spreek openlijk, gij wier verstand meer dan dat van al uw broeders gericht is op het Koninkrijk der Hemelen.  Er zijn echter vele – ook gnostische – teksten waar andere leerlingen van Jezus beschreven worden als degene met wie hij een bijzondere band had. Sommige gnostische groeperingen zagen bijvoorbeeld  Judas Iskariot als de leerling die Jezus het beste heeft begrepen. 
In de eenentwintigste eeuw kreeg het Evangelie van Filippus ook enige bekendheid, omdat Dan Brown in het in 2003 verschenen  Da Vinci Code een “bewijs” presenteerde voor zijn stelling, dat Maria Magdalena de echtgenote zou zijn van Jezus. Dit “bewijs” baseerde  hij onder meer op een – door hem gefalsificeerde –  passage uit dit evangelie. Op het vakgebied is overtuigend aangetoond, dat dit “bewijs” volstrekt onhoudbaar is. 